# Aranykantárú papagáj
Az aranykantárú papagáj (Leptosittaca branickii), korábban aranyoskantárú ékfarkú papagáj, a madarak (Aves) osztályának a papagájalakúak (Psittaciformes) rendjébe, ezen belül a papagájfélék (Psittacidae) családjába tartozó faj. Nemének egyetlen faja.

## Előfordulása
A Branicki papagája előfordulási területe az Andok keleti oldalain, Kolumbiában, Ecuadorban és Peruban van.
Az élőhelyein nem gyakori. Az erdőirtások veszélyeztetik.

## Megjelenése
Tollazatának legnagyobb része zöld színű, azonban a hasi része sárga. Az aranyoskantárú megnevezése, a pofája két oldalán található sárga sávozásokból ered, melyek a szemek alatt a tarkó felé vonulnak, de nem érintik azt. A csőre és a szemei körüli csupasz bőr halványszürkék.

## Életmódja
Ez az aratingaszerű papagájfaj, azokon a magas páratartalmú hegyoldalakon él, ahol Podocarpus erdők vannak.

## Rokon fajok
A molekuláris kutatások szerint, az aranypapagáj (Guaruba guarouba) és az északi törpeara (Diopsittaca nobilis) a legközelebbi rokonai.

## Képek

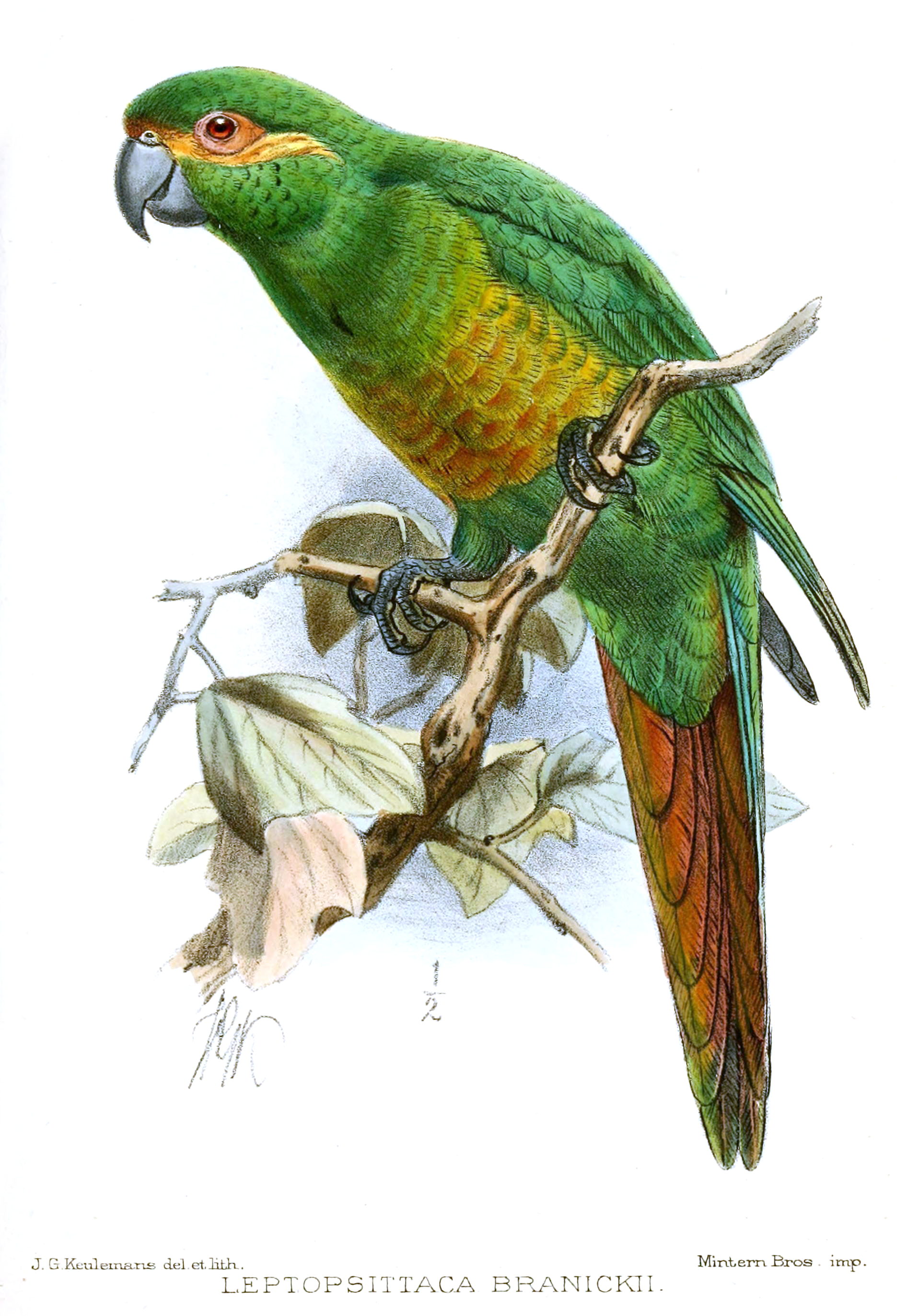
Régi rajz a madárról

## Fordítás
- Ez a szócikk részben vagy egészben  a   Golden-plumed parakeet című angol Wikipédia-szócikk ezen változatának fordításán alapul.  Az eredeti cikk szerkesztőit annak laptörténete sorolja fel. Ez a jelzés csupán a megfogalmazás eredetét és a szerzői jogokat jelzi, nem szolgál a cikkben szereplő információk forrásmegjelöléseként.